# Stanisław Wisłocki
Stanisław Wisłocki (ur. 7 lipca 1921 w Rzeszowie, zm. 31 maja 1998 w Warszawie) – polski dyrygent, kompozytor i pianista.

## Życiorys

### Edukacja
Uczył się gry na fortepianie w Instytucie Muzycznym im. Fryderyka Chopina w Przemyślu u Wandy Cyrbesowej. Naukę kontynuował w konserwatorium we Lwowie u Seweryna Barbaga. W latach 1939–1945 przebywał w Rumunii, gdzie studiował kompozycję i dyrygenturę u George’a Simonisa i fortepian u Emila Michaila w konserwatorium w Temeszwarze. W czasie studiów występował jako pianista i dyrygował polskimi chórami, m.in. w 1942 na festiwalu muzyki polskiej w Temeszwarze. W latach 1942–1945 pozostawał pod opieką artystyczną George’a Enescu w Bukareszcie.

### Działalność dyrygencka

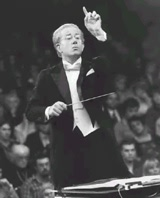
Stanisław Wisłocki podczas dyrygowania

W 1945 powrócił do Polski i zamieszkał w Warszawie, gdzie był współorganizatorem i pierwszym dyrygentem Polskiej Orkiestry Ludowej (od 1946 pod nazwą Polska Orkiestra Kameralna). W latach 1947–1958 działał w Poznaniu, gdzie w 1947 zorganizował orkiestrę Filharmonii Poznańskiej i był jej kierownikiem artystycznym do 1957 oraz pierwszym dyrygentem do 1958. W latach 1952–1953 współpracował z WOSPR w Katowicach. Był dyrygentem Filharmonii Narodowej (1961–1967), a następnie dyrektorem i kierownikiem artystycznym WOSPR (1978–1981) . W latach 1988–1990 był członkiem Rady Ochrony Pamięci Walk i Męczeństwa.

### Działalność pedagogiczna
Od 1948 prowadził działalność pedagogiczną. Był wykładowcą w Państwowej Wyższej Szkole Operowej w Poznaniu (1948–1951), w poznańskiej PWSM wykładał czytanie partytur i dyrygenturę (1951–1957). Od 1955 uczył dyrygentury także w PWSM w Warszawie, gdzie w 1958 został kierownikiem Katedry Dyrygentury, początkowo na stanowisku docenta, a następnie profesora nadzwyczajnego (1966) i zwyczajnego (1976). W 1991 przeszedł na emeryturę, ale kontynuował pracę na uczelni do marca 1997. Wykształcił ponad 50 dyrygentów, wśród jego uczniów byli m.in.: Tomasz Bugaj, Zbigniew Graca, Jacek Kaspszyk, Szymon Kawalla, Jerzy Kurczewski, Ryszard Dudek, Wojciech Michniewski, Andrzej Straszyński, Ruben Silva, Tadeusz Wojciechowski, Henryk Wojnarowski, Sławek Adam Wróblewski i Krzysztof Kusiel-Moroz.
W latach 1984–1990 był przewodniczącym sekcji muzycznej Narodowej Rady Kultury, w 1987 wiceprzewodniczącym Rady Muzycznej Ministerstwa Kultury i Sztuki, członkiem Sekcji Muzycznej Rady Wyższego Szkolnictwa Artystycznego i przewodniczącym Rady Fundacji Kultury Polskiej. W 1997 został członkiem honorowym Związku Kompozytorów Polskich.
W 1944 poślubił architektkę Izabellę Sołtycką.
Zmarł w Warszawie, pochowany na cmentarzu w Wilanowie.

## Ważniejsze kompozycje
- Nocturn na strunę g na skrzypce (1940)
- Tryptyk symfoniczny (1941)
- Na rozstajach, poemat symfoniczny (1942)
- Sonata na skrzypce i fortepian (1942)
- 2 Sonaty na temat Scarlattiego na fortepian (1942 i 1945)
- Polska msza na sopran, baryton i orkiestrę kameralną (1942)
- Trio fortepianowe (1943)
- 2 Suity na fortepian (1943)
- Kwartet fortepianowy (1943)
- I Symfonia (1944)
- 4 Poematy na tenor i fortepian, do słów I. Minulescu (1942); wersja na tenor i orkiestrę kameralną (1944)
- Kwartet fortepianowy (1945)
- Suita polska na orkiestrę kameralną (1945)
- Taniec zbójnicki na orkiestrę kameralną (1945)
- Uwertura na orkiestrę kameralną (1945)
- Zaloty (pieśni weselne z Gór Świętokrzyskich) (1945)
- Nokturn na orkiestrę (1947)
- Koncert fortepianowy (1949)
- Miniatury ludowe na sopran, chór i orkiestrę kameralną (1950)
- Symfonia o tańcu na orkiestrę (1951)
- Ballada symfoniczna na orkiestrę (1952)

Źródła: Encyklopedia muzyczna PWM, The New Grove Dictionary of Music and Musicians , Polskie Centrum Informacji Muzycznej.

## Ordery i odznaczenia
- Order Sztandaru Pracy I klasy (1985)
- Krzyż Komandorski z Gwiazdą Orderu Odrodzenia Polski (1991)
- Order Sztandaru Pracy II klasy (1964)
- Krzyż Oficerski Orderu Odrodzenia Polski (1960)
- Krzyż Kawalerski Orderu Odrodzenia Polski (1954)
- Złoty Krzyż Zasługi (22 lipca 1952)[9]
- Medal 40-lecia Polski Ludowej (1984)
- Medal 10-lecia Polski Ludowej (28 lutego 1955)[10]
- Odznaka tytułu honorowego „Zasłużony dla Kultury Narodowej” (1986)[11]
- Komandor Orderu Wyzwoliciela San Martina (Argentyna, 1983)
- Order „Andrés Bello” I klasy (Wenezuela, 1988)
- Order „Andrés Bello” II klasy (Wenezuela, 1973)

Źródło: Encyklopedia muzyczna PWM oraz Kto jest kim w Polsce 1989, Wydawnictwo Interpress, Warszawa 1989, str. 1445-1446

## Nagrody
- 1955 – Wyróżnienie Podkomitetu Literatury i Sztuki Nagrody Państwowej za działalność artystyczną w minionym 10-leciu[12]
- 1960 – Grand Prix du Disque Akademii Charles’a Crossa w Paryżu
- 1965 – Nagroda Ministra Kultury i Sztuki II stopnia
- 1973 – Nagroda Ministra Kultury i Sztuki I stopnia
- 1977 – Nagroda Polskiego Radia i Telewizji I stopnia
- 1981 – Nagroda Ministra Kultury i Sztuki I stopnia
- 1983 – Nagroda Ministra Kultury i Sztuki I stopnia
- 1987 – Nagroda Specjalna Polskiego Radia i Telewizji za całokształt działalności muzycznej
- 1997 – Diamentowa Batuta Polskiego Radia z okazji 60-lecia pracy artystycznej[13]

Źródło: Encyklopedia muzyczna PWM.

## Spuścizna
Wisłocki był znakomitym interpretatorem muzyki klasycystycznej i romantycznej, a także inicjatorem wielu prawykonań polskiej muzyki współczesnej. Zyskiwał uznanie zespołów, z którymi pracował, pamięciowym opanowaniem większości partytur i precyzyjną ich interpretacją. Dał około 750 koncertów i nagrał ponad 160 utworów na płyty i dla archiwum Polskiego Radia. Nagranie II koncertu fortepianowego Rachmaninowa ze Światosławem Richterem z 1959 roku jest często uznawane za najlepszą interpretację tego utworu w historii fonografii (np. https://www.classical-music.com/features/recordings/best-recordings-rachmaninovs-piano-concerto-no-2/). Ta intensywna działalność dyrygencka sprawiła, że dość wcześnie zaniechał twórczości kompozytorskiej. Jego kompozycje są niepretensjonalne i melodyjne, często bazujące na tematach zaczerpniętych z polskiego folkloru . Pisał utwory orkiestrowe, kameralne, na instrumenty solowe, wokalno-instrumentalne i wokalne (w tym pieśni masowe) oraz muzykę teatralną i filmową.